# Teaterhuset Bastionen

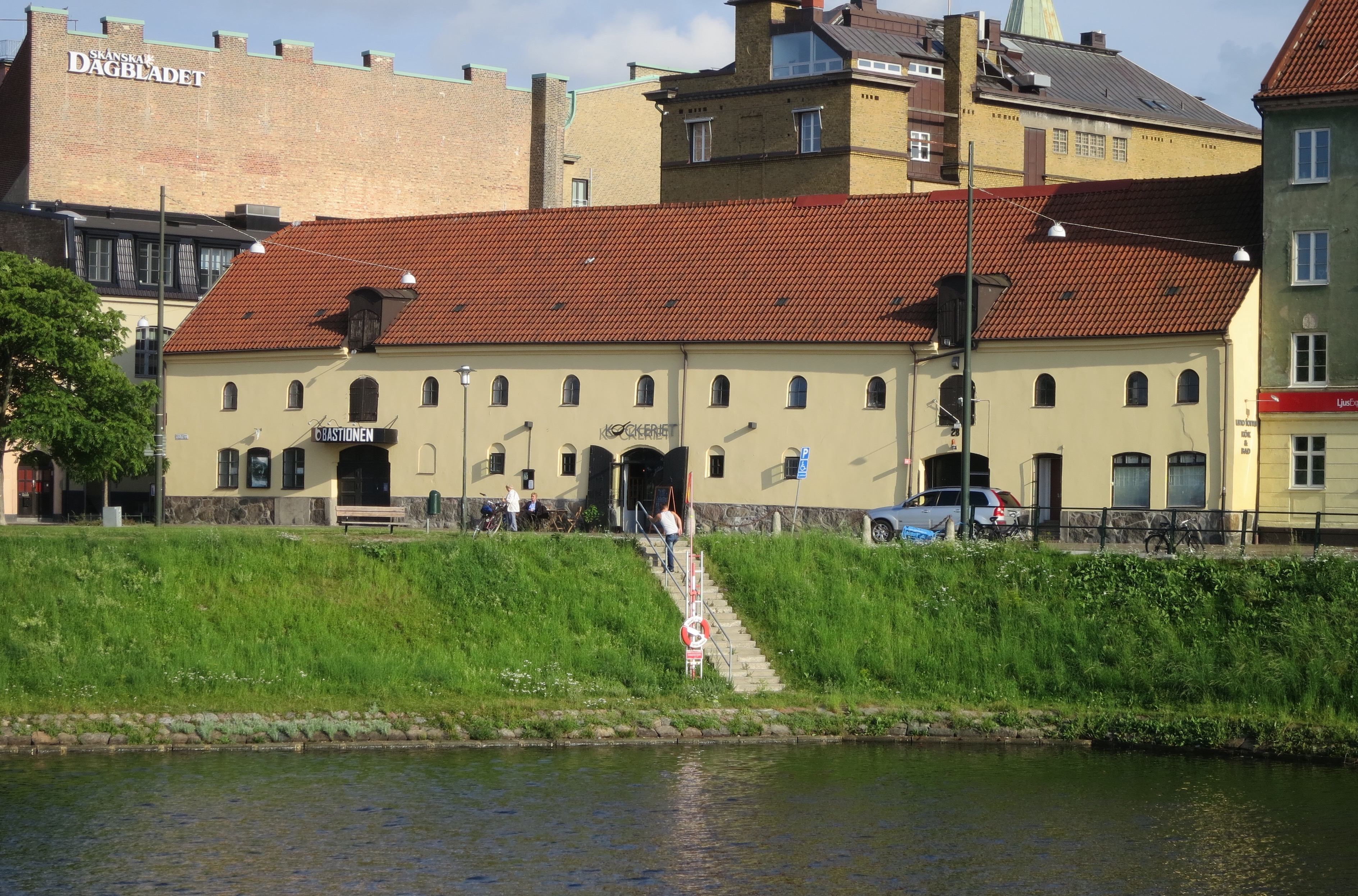
Teaterhuset Bastionen

Scenkonsthuset Bastionen är en scen på Norra Vallgatan 28 i Malmö, inrymt i en byggnad med anor från 1600-talet. Bastionen, ett stenkast från Malmö Centralstation, har sedan 1983 under olika namn, fungerat som gästspelsscen och hemmascen för ett antal fria teater- och dansaktörer. Utöver scen och foajé rymmer huset även repetitionslokaler och kontor.
Idag fungerar Bastionen som en öppen gästspelsscen i Malmö, en plattform för den fria scenkonsten. Här finns stora möjligheter för konstnärlig utveckling för professionell scenkonst och på scen ser vi varje år ett brett utbud från många olika aktörer.
Under 2018 arbetade och samarbetade 24 fristående aktörer i huset och Bastionen erhåller verksamhetsstöd av Malmö Stad.

## Historik
En före detta mekanisk verkstad omvandlades åren 1983–90 till fast teaterscen för dåvarande fria gruppen Bruksteatern, som några år senare bytte namn till Folkteatern. Åren 1991–96 förvandlades huset till hemmascen för Dansgruppen DIGT, teatergruppen Darling Desperados, mimteatergruppen Expressteatern, Teater Bava och den internationella gästspelsarrangören Ding Dang Temple under namnet Dans & Teaterhuset Fakiren.  Den har sedan dess också fungerat som internationell gästspelsscen för främst dans och teater och bland annat hyst Dansgruppen DIGT:s årligt återkommande festival Dansdagarna. Många namnkunniga ensembler, regissörer, aktörer etc har genom åren gästspelat i teaterns långt över 200 olika produktioner.
Åren 1996–2004 bytte teatern namn till Dansstationen med mer huvudinriktning på dans. Då Region Skånes dans- och musikscen Palladium i Malmö öppnades  år 2004 flyttades namnet och verksamheten Dansstationen dit för att tillsammans med Musik i Syd driva gästspels-verksamheten där. Huset på Norra Vallgatan bytte då återigen namn till det nuvarande Scenkonsthuset Bastionen och var under några år scen för bland andra Teater Terrier. Det blev några år senare förutom gästspelsscen också nuvarande hemmascen för de fria teatergrupperna Teater Foratt och Teater InSite. Sedan 2017 fungerar Bastionen som en plattform för fri scenkonst i Malmö och är en plats där fria scenkonstaktörer kan arbeta, repetera och ha föreställningar. 